# Saint-Sorlin-de-Morestel
Saint-Sorlin-de-Morestel és un municipi francès situat al departament de la Isèra i a la regió d'Alvèrnia-Roine-Alps. L'any 2007 tenia 541 habitants.

## Demografia

### Població
El 2007 la població de fet de Saint-Sorlin-de-Morestel era de 541 persones. Hi havia 218 famílies de les quals 72 eren unipersonals (36 homes vivint sols i 36 dones vivint soles), 63 parelles sense fills i 83 parelles amb fills.
La població ha evolucionat segons el següent gràfic:
Habitants censats

### Habitatges
El 2007 hi havia 262 habitatges, 219 eren l'habitatge principal de la família, 26 eren segones residències i 16 estaven desocupats. 260 eren cases i 1 era un apartament. Dels 219 habitatges principals, 188 estaven ocupats pels seus propietaris, 23 estaven llogats i ocupats pels llogaters i 8 estaven cedits a títol gratuït; 1 tenia una cambra, 1 en tenia dues, 25 en tenien tres, 52 en tenien quatre i 141 en tenien cinc o més. 173 habitatges disposaven pel capbaix d'una plaça de pàrquing. A 88 habitatges hi havia un automòbil i a 110 n'hi havia dos o més.

### Piràmide de població
La piràmide de població per edats i sexe el 2009 era:
| Homes | Edats   | Dones |
| ----- | ------- | ----- |
| 0     | 95 o +  | 0     |
| 0     | 90 a 94 | 4     |
| 0     | 85 a 89 | 4     |
| 8     | 80 a 84 | 4     |
| 0     | 75 a 79 | 8     |
| 12    | 70 a 74 | 12    |
| 16    | 65 a 69 | 16    |
| 16    | 60 a 64 | 8     |
| 0     | 55 a 59 | 4     |
| 16    | 50 a 54 | 12    |
| 28    | 45 a 49 | 20    |
| 20    | 40 a 44 | 20    |
| 12    | 35 a 39 | 16    |
| 12    | 30 a 34 | 12    |
| 12    | 25 a 29 | 8     |
| 4     | 20 a 24 | 4     |
| 8     | 15 a 19 | 8     |
| 4     | 10 a 14 | 32    |
| 16    | 5 a 9   | 16    |
| 8     | 0 a 4   | 4     |

## Economia
El 2007 la població en edat de treballar era de 349 persones, 255 eren actives i 94 eren inactives. De les 255 persones actives 233 estaven ocupades (130 homes i 103 dones) i 22 estaven aturades (10 homes i 12 dones). De les 94 persones inactives 38 estaven jubilades, 28 estaven estudiant i 28 estaven classificades com a «altres inactius».

### Ingressos
El 2009 a Saint-Sorlin-de-Morestel hi havia 215 unitats fiscals que integraven 555 persones, la mediana anual d'ingressos fiscals per persona era de 16.565 €.

### Activitats econòmiques
Dels 19 establiments que hi havia el 2007, 3 eren d'empreses de fabricació d'altres productes industrials, 4 d'empreses de construcció, 1 d'una empresa de comerç i reparació d'automòbils, 1 d'una empresa de transport, 1 d'una empresa financera, 2 d'empreses immobiliàries, 6 d'empreses de serveis i 1 d'una empresa classificada com a «altres activitats de serveis».
Dels 2 establiments de servei als particulars que hi havia el 2009, 1 era un taller de reparació d'automòbils i de material agrícola i 1 lampisteria.
L'any 2000 a Saint-Sorlin-de-Morestel hi havia 13 explotacions agrícoles que ocupaven un total de 413 hectàrees.

## Equipaments sanitaris i escolars
El 2009 hi havia una escola elemental integrada dins d'un grup escolar amb les comunes properes formant una escola dispersa.

## Poblacions més properes
El següent diagrama mostra les poblacions més properes.